# Rezerwat przyrody Lipiny w Puszczy Białowieskiej
Rezerwat przyrody „Lipiny w Puszczy Białowieskiej” – leśny rezerwat przyrody położony na terenie gminy Hajnówka (powiat hajnowski) w pobliżu Lipin, w województwie podlaskim.
Został utworzony na mocy zarządzenia Ministra Leśnictwa i Przemysłu Drzewnego z dnia 12 grudnia 1961 na powierzchni 24,51 ha. Obecnie zajmuje 56,34 ha.

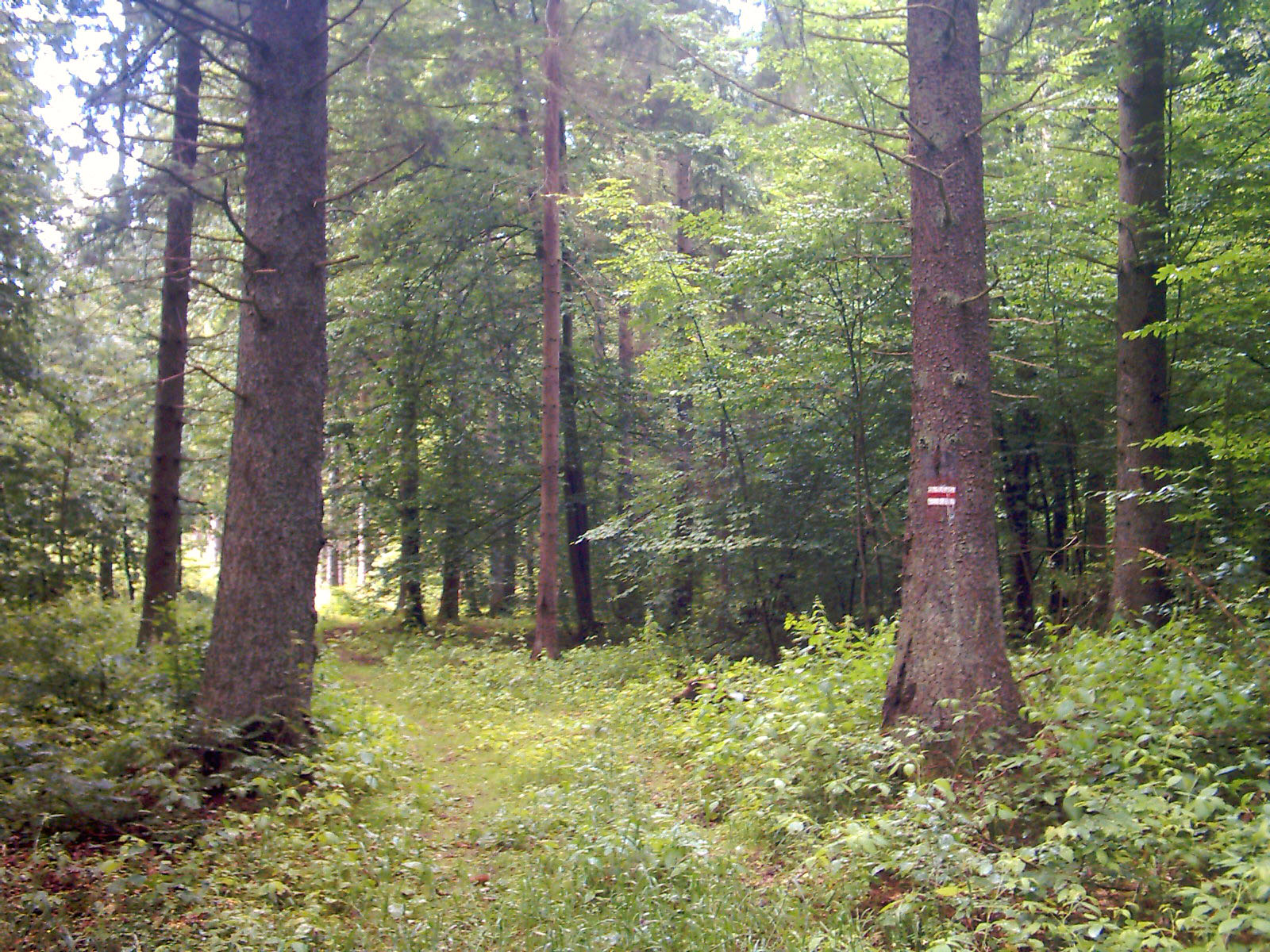
Rezerwat przyrody Lipiny w Puszczy Białowieskiej

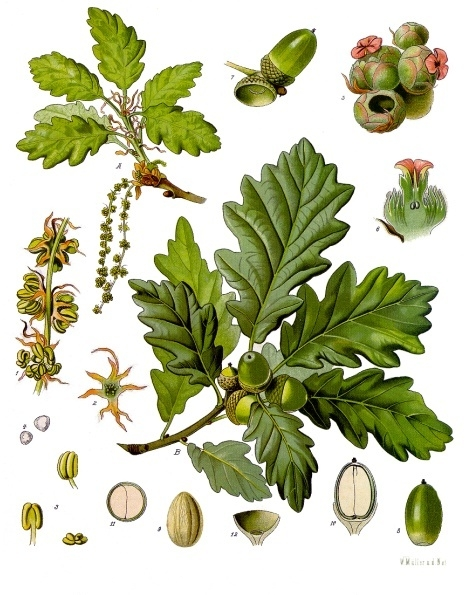
Dąb bezszypułkowy – niepisany symbol rezerwatu

Przedmiotem ochrony rezerwatowej jest zachowanie w naturalnym stanie fragmentu Puszczy Białowieskiej ze zbiorowiskiem grądu miodownikowego. Rezerwat wytycza północno-wschodnią granicę występowania dębu bezszypułkowego (Quercus sessilis Ehrh.), który osiągnął tu wiek ponad 100 lat. W tym miejscu jest jedynym miejscem jego występowania w Puszczy.
Z roślin chronionych występują tu również: lilia złotogłów, naparstnica wielkokwiatowa, buławnik czerwony.
Przez rezerwat biegnie  czerwony szlak turystyczny, zwany szlakiem walk partyzanckich (Hajnówka-Narewka).